# Adolf Rebner
Adolf Franklin Rebner, també Adolph Rebner (Viena (Àustria), 21 de novembre, 1876 - Baden-Baden (Alemanya), 19 de juny, 1967), va ser un violinista, compositor i pedagog musical austríac.

## Biografia
Rebner va començar la seva carrera com a alumne de Jakob Grün al Conservatori de la Societat d'Amics de la Música, on es va graduar el 1891. Va continuar estudiant amb Martin Pierre Marsick a París.
El 1896 Rebner es va traslladar a Frankfurt del Main, on va ser concertino a l'Òpera de Frankfurt. Va esdevenir professor i successor d'Hugo Heermann al Dr. Conservatori Hoch de Frankfurt. Va ser professor, entre d'altres, de Paul Hindemith i Sascha Schneider. Es va fer molt conegut com a líder i violinista principal del Quartet Rebner que porta el seu nom, que va realitzar gires de concerts per Alemanya, França, Espanya i Anglaterra, entre d'altres llocs.
El 1933 va ser abordat pel Dr. El conservatori de Hoch va ser acomiadat perquè era jueu. Com a resultat, es va veure obligat a abandonar Alemanya. L'octubre de 1933 va fugir a Londres, però després va anar a Viena a la primavera de 1935 abans d'emigrar als EUA el març de 1939. Acabada la Segona Guerra Mundial es va traslladar a Copenhaguen. L'estiu de 1949 va ser un dels pocs músics destacats que, a instigació de Sascha Schneider, va participar al Festival Casals de Prades per tal de poder tocar música de cambra amb Casals.
L'octubre de 1953 es va instal·lar finalment a la República Federal d'Alemanya, també per poder rebre les pensions de la ciutat de Frankfurt del Main. Des d'aleshores fins al final de la seva vida, la seva residència va ser Baden-Baden.
El seu fill Edward Wolfgang Rebner (* 1910 a Frankfurt, † 1993 a Munic) va ser un pianista i acompanyant d'èxit. Va emigrar als EUA el 1939.

## Anecdòtic
El seu fill Wolfgang Edward Rebner, que ensenyava al Conservatori Richard Strauss, de tant en tant explicava als estudiants un petit incident de la vida del seu pare: "Com a violinista jove i molt jove, va participar en una actuació de la 3a Simfonia d'Anton Bruckner a Viena. (Sota Hans Richter cap al 1890?) En el primer moviment, ambdós grups de violins tenen passatges molt llargs que s'assemblen a un estudi avorrit. D'alguna manera els va semblar molt divertits aquests passatges -aparentment interminables- i no podia parar de riure. Llavors va ser massa per al seu veí d'escriptori més gran i quan totes les admonicions no van funcionar, li va donar una bufetada". (Bofetada a la cara en bavarès-austríac). (Informe de Joseph Kanz, alumne de W. Rebner; 1974–1977)

## Conjunts
- Museum Quartet (també conegut com Heermann Quartet i Frankfurt Quartet): Hugo Heermann, Hugo Becker, Fritz Bassermann i Adolf Rebner.
- Trio de Frankfurt: Adolf Rebner, James Kwast i Johannes Hegar (des de 1902 amb Carl Friedberg).
- Quartet Rebner: Adolf Rebner, Johannes Hegar, Walther Davisson i Ludwig Natterer (des de 1915 amb Paul Hindemith).